# Kobayashi Mao
Mao Kobayashi (sinh ngày 13 tháng 7 năm 1999) là một cầu thủ bóng đá người Nhật Bản.

## Sự nghiệp câu lạc bộ
Mao Kobayashi đã từng chơi cho FC Tokyo.